# Lajos Koltai
Lajos Koltai, född 1946, är en ungersk filmfotograf.

## Filmografi (i urval)
- 1995 – I sanningens tjänst
- 1998 – Pianisten
- 2000 – Malèna
- 2005 – Mannen utan öde